# U-658
| U-658                      | U-658                                                          | U-658                                                          |
| -------------------------- | -------------------------------------------------------------- | -------------------------------------------------------------- |
|                            |                                                                |                                                                |
|                            |                                                                |                                                                |
|                            |                                                                |                                                                |
| Під прапором               | Третій рейх                                                    | Третій рейх                                                    |
| Спуск на воду              | 11 вересня 1941 року                                           | 11 вересня 1941 року                                           |
| Виведений зі складу флоту  | 30 жовтня 1942 року                                            | 30 жовтня 1942 року                                            |
| Сучасний статус            | затоплений                                                     | затоплений                                                     |
| Проєкт                     |                                                                |                                                                |
| Тип ПЧ                     | Торпедний ДПЧ                                                  | Торпедний ДПЧ                                                  |
| Основні характеристики     |                                                                |                                                                |
| Швидкість (надводна)       | 17,7 вузлів                                                    | 17,7 вузлів                                                    |
| Швидкість (підводна)       | 7,6 вузлів                                                     | 7,6 вузлів                                                     |
| Робоча глибина занурення   | 100 м                                                          | 100 м                                                          |
| Гранична глибина занурення | 220 м                                                          | 220 м                                                          |
| Екіпаж                     | 44 осіб                                                        | 44 осіб                                                        |
| Розміри                    |                                                                |                                                                |
| Довжина найбільша (по КВЛ) | 67,1 м                                                         | 67,1 м                                                         |
| Ширина корпусу найб.       | 6,2 м                                                          | 6,2 м                                                          |
| Висота                     | 9,6 м                                                          | 9,6 м                                                          |
| Середня осадка (по КВЛ)    | 4,70 м                                                         | 4,70 м                                                         |
| Водотоннажність надводна   | 769 т                                                          | 769 т                                                          |
| Озброєння                  |                                                                |                                                                |
| Артилерія                  | одна палубна гармата калібру 88-мм, одна 20-мм зенітна гармата | одна палубна гармата калібру 88-мм, одна 20-мм зенітна гармата |
| Торпедно- мінне озброєння  | 4 носових і один кормовий ТА. 14 торпед                        | 4 носових і один кормовий ТА. 14 торпед                        |

U-658 — німецький підводний човен типу VIIC, часів Другої світової війни.
Замовлення на будівництво човна було віддане 9 жовтня 1939 року. Човен був закладений на верфі суднобудівної компанії «Howaldtswerke Hamburg AG» у Гамбурзі 15 листопада 1940 року під заводським номером 807, спущений на воду 11 вересня 1941 року, 5 листопада 1941 року увійшов до складу 8-ї флотилії. Також за час служби перебував у складі 6-ї флотилії. Єдиним командиром човна був капітан-лейтенант Ганс Зенкель.
Човен зробив 2 бойових походи, в яких потопив 3 та пошкодив 1 судно.
Потоплений 30 жовтня 1942 року в Північній Атлантиці східніше Ньюфаундленда (50°32′ пн. ш. 46°32′ зх. д. / 50.533° пн. ш. 46.533° зх. д.) глибинними бомбами канадського бомбардувальника «Хадсон». Всі 48 членів екіпажу загинули.

## Потоплені та пошкоджені кораблі[3]
| Назва         | Тип            | Належність      | Дата           | Тоннаж (БРТ) | Вантаж                                                            | Статус     | Місце                                                       |
| Medea         | вантажне судно | Нідерланди      | 13 серпня 1942 | 1 311        | 1 636 т генеральних вантажів                                      | потоплено  | 19°54′ пн. ш. 74°16′ зх. д. / 19.900° пн. ш. 74.267° зх. д. |
| Fort la Reine | вантажне судно | Велика Британія | 17 серпня 1942 | 7 133        | 5 200 т генеральних вантажів та 4 100 т зерна та деревини         | потоплено  | 18°30′ пн. ш. 75°20′ зх. д. / 18.500° пн. ш. 75.333° зх. д. |
| Laguna        | вантажне судно | Велика Британія | 17 серпня 1942 | 6 466        | Генеральні вантажі включно з рудою, крупами, бавовною та коноплею | пошкоджено | 18°45′ пн. ш. 75°04′ зх. д. / 18.750° пн. ш. 75.067° зх. д. |
| Samir         | вантажне судно | Єгипет          | 17 серпня 1942 | 3 702        | Баласт                                                            | потоплено  | 18°30′ пн. ш. 75°20′ зх. д. / 18.500° пн. ш. 75.333° зх. д. |